# Docalidia ryani
Docalidia ryani är en insektsart som beskrevs av Nielson 1996. Docalidia ryani ingår i släktet Docalidia och familjen dvärgstritar. Inga underarter finns listade i Catalogue of Life.